# Armand Van Helden/Diskografie
Diese Diskografie ist eine Übersicht über die musikalischen Werke des US-amerikanischen House-DJs und Produzenten Armand Van Helden.

## Alben

### Studioalben
| Jahr | Titel                             | Höchstplatzierung, Gesamtwochen, AuszeichnungChartplatzierungen (Jahr, Titel, Platzierungen, Wochen, Auszeichnungen, Anmerkungen) | Höchstplatzierung, Gesamtwochen, AuszeichnungChartplatzierungen (Jahr, Titel, Platzierungen, Wochen, Auszeichnungen, Anmerkungen) | Höchstplatzierung, Gesamtwochen, AuszeichnungChartplatzierungen (Jahr, Titel, Platzierungen, Wochen, Auszeichnungen, Anmerkungen) | Höchstplatzierung, Gesamtwochen, AuszeichnungChartplatzierungen (Jahr, Titel, Platzierungen, Wochen, Auszeichnungen, Anmerkungen) | Anmerkungen                             |
| Jahr | Titel                             | DE | AT | CH | UK | Anmerkungen                             |
| ---- | --------------------------------- | --- | --- | --- | --- | --------------------------------------- |
| 1996 | Old School Junkies: The Album     | — | — | — | — | Erstveröffentlichung: 8. Oktober 1996   |
| 1997 | Sampleslaya: Enter the Meatmarket | — | — | — | — | Erstveröffentlichung: 10. November 1997 |
| 1998 | 2 Future 4 U                      | — | — | — | UK2 Silber · (7 Wo.)UK | Erstveröffentlichung: 30. November 1998 |
| 2000 | Killing Puritans                  | — | — | — | UK38 (2 Wo.)UK | Erstveröffentlichung: 6. Juni 2000      |
| 2002 | Gandhi Khan                       | — | — | — | — | Erstveröffentlichung: 2. Oktober 2001   |
| 2005 | Nympho                            | — | — | — | — | Erstveröffentlichung: 4. Juli 2005      |
| 2007 | Ghettoblaster                     | — | — | — | — | Erstveröffentlichung: 24. April 2007    |
| 2016 | Extra Dimensional                 | — | — | — | — | Erstveröffentlichung: 25. November 2016 |

### Kompilationen
| Jahr | Titel                          | Höchstplatzierung, Gesamtwochen, AuszeichnungChartplatzierungen (Jahr, Titel, Platzierungen, Wochen, Auszeichnungen, Anmerkungen) | Höchstplatzierung, Gesamtwochen, AuszeichnungChartplatzierungen (Jahr, Titel, Platzierungen, Wochen, Auszeichnungen, Anmerkungen) | Höchstplatzierung, Gesamtwochen, AuszeichnungChartplatzierungen (Jahr, Titel, Platzierungen, Wochen, Auszeichnungen, Anmerkungen) | Höchstplatzierung, Gesamtwochen, AuszeichnungChartplatzierungen (Jahr, Titel, Platzierungen, Wochen, Auszeichnungen, Anmerkungen) | Anmerkungen                            |
| Jahr | Titel                          | DE | AT | CH | UK | Anmerkungen                            |
| ---- | ------------------------------ | --- | --- | --- | --- | -------------------------------------- |
| 2008 | You Don’t Know Me: The Best of | — | — | — | UK41 (2 Wo.)UK | Erstveröffentlichung: 25. Oktober 2008 |

Weitere Kompilationen
- 1994: Best of Armand Van Helden
- 1997: Da Club Phenomena
- 1997: The Collection
- 1997: Greatest Hits
- 1997: The Funk Phenomena
- 1999: The Armand Van Helden Phenomena
- 2002: Funk Phenomena: The Album
- 2003: The Funk Phenomena & Old School Junkies: The Complete Sessions
- 2005: Armand
- 2015: Masterpiece
- 2016: House Masters

### EPs
| Jahr | Titel           | Höchstplatzierung, Gesamtwochen, AuszeichnungChartplatzierungen (Jahr, Titel, Platzierungen, Wochen, Auszeichnungen, Anmerkungen) | Höchstplatzierung, Gesamtwochen, AuszeichnungChartplatzierungen (Jahr, Titel, Platzierungen, Wochen, Auszeichnungen, Anmerkungen) | Höchstplatzierung, Gesamtwochen, AuszeichnungChartplatzierungen (Jahr, Titel, Platzierungen, Wochen, Auszeichnungen, Anmerkungen) | Höchstplatzierung, Gesamtwochen, AuszeichnungChartplatzierungen (Jahr, Titel, Platzierungen, Wochen, Auszeichnungen, Anmerkungen) | Anmerkungen                |
| Jahr | Titel           | DE | AT | CH | UK | Anmerkungen                |
| ---- | --------------- | --- | --- | --- | --- | -------------------------- |
| 1998 | 2 Future 4 U EP | — | — | — | UK92 (1 Wo.)UK | Erstveröffentlichung: 1998 |

Weitere EPs
- 1992: Pirates of the Caribbean
- 1992: The Funky Shell Toes
- 1993: Pirates of the Caribbean Vol. II
- 1994: Pirates of the Caribbean Vol. III
- 1994: The Buddha Baboons
- 1994: Armand Van Helden EP
- 1995: Old School Junkies
- 1996: Old School Junkies Pt. 2

### DJ-Mix-Alben
- 1994: Get Up
- 1994: Live from Ya Mother’s House
- 1999: Armand Van Helden's Nervous Tracks
- 2001: Repro
- 2004: New York: A Mix Odyssey
- 2004: New York Loft Party
- 2008: New York: A Mix Odyssey 2

## Singles
| Jahr | Titel Album                                      | Höchstplatzierung, Gesamtwochen, AuszeichnungChartplatzierungen (Jahr, Titel, Album, Platzierungen, Wochen, Auszeichnungen, Anmerkungen) | Höchstplatzierung, Gesamtwochen, AuszeichnungChartplatzierungen (Jahr, Titel, Album, Platzierungen, Wochen, Auszeichnungen, Anmerkungen) | Höchstplatzierung, Gesamtwochen, AuszeichnungChartplatzierungen (Jahr, Titel, Album, Platzierungen, Wochen, Auszeichnungen, Anmerkungen) | Höchstplatzierung, Gesamtwochen, AuszeichnungChartplatzierungen (Jahr, Titel, Album, Platzierungen, Wochen, Auszeichnungen, Anmerkungen) | Anmerkungen                                                                        |
| Jahr | Titel Album                                      | DE | AT | CH | UK | Anmerkungen                                                                        |
| ---- | ------------------------------------------------ | --- | --- | --- | --- | ---------------------------------------------------------------------------------- |
| 1994 | The Witch Doctor –                               | — | — | — | UK79 (1 Wo.)UK | Erstveröffentlichung: 1994                                                         |
| 1996 | The Funk Phenomena Old School Junkies: The Album | DE51 (13 Wo.)DE | — | — | UK38 (3 Wo.)UK | Erstveröffentlichung: 1996                                                         |
| 1997 | Ultrafunkula Sampleslaya: Enter the Meatmarket   | — | — | — | UK46 (2 Wo.)UK | Erstveröffentlichung: 1997                                                         |
| 1999 | You Don’t Know Me 2 Future 4 U                   | DE40 (9 Wo.)DE | — | CH16 (13 Wo.)CH | UK1 Platin · (16 Wo.)UK | Erstveröffentlichung: 25. Januar 1999 feat. Duane Harden                           |
| 1999 | Flowerz 2 Future 4 U                             | — | — | — | UK18 (6 Wo.)UK | Erstveröffentlichung: 19. April 1999 feat. Roland Clark                            |
| 2000 | Koochy Killing Puritans                          | — | — | — | UK4 (9 Wo.)UK | Erstveröffentlichung: 8. Mai 2000                                                  |
| 2001 | Why Can’t You Free Some Time for Me Gandhi Khan  | — | — | — | UK34 (2 Wo.)UK | Erstveröffentlichung: 2001                                                         |
| 2001 | You Can’t Change Me First Contact                | — | — | CH86 (2 Wo.)CH | — | Erstveröffentlichung: 2001 Roger Sanchez feat. Armand Van Helden & N'Dea Davenport |
| 2004 | Hear My Name Nympho                              | DE84 (5 Wo.)DE | — | — | UK34 (9 Wo.)UK | Erstveröffentlichung: 7. Juni 2004 feat. Spalding Rockwell                         |
| 2004 | My My My Nympho                                  | — | — | — | UK12 Platin · (47 Wo.)UK | Erstveröffentlichung: 30. August 2004                                              |
| 2005 | Into Your Eyes Nympho                            | — | — | — | UK48 (3 Wo.)UK | Erstveröffentlichung: 5. Juni 2005                                                 |
| 2005 | When the Lights Go Down Nympho                   | — | — | — | UK70 (1 Wo.)UK | Erstveröffentlichung: 12. September 2005                                           |
| 2007 | NYC Beat Ghettoblaster                           | — | — | — | UK22 (18 Wo.)UK | Erstveröffentlichung: 2. Juli 2007                                                 |
| 2007 | I Want Your Soul Ghettoblaster                   | — | — | — | UK19 Gold · (13 Wo.)UK | Erstveröffentlichung: 29. September 2007                                           |
| 2009 | Bonkers Tongue n’ Cheek                          | DE58 (7 Wo.)DE | AT26 (18 Wo.)AT | CH88 (1 Wo.)CH | UK1 ×3Dreifachplatin · (37 Wo.)UK | Erstveröffentlichung: 17. Mai 2009 mit Dizzee Rascal                               |

Weitere Singles
- 1995: Mecca toast
- 1995: Break da 80’s
- 1995: Work me gaddamit
- 2000: Full moon
- 2000: Little black spiders
- 2008: Je t’aime
- 2008: Shake That Ass
- 2009: The Funk Phenomena 2009
- 2010: Brrrat! (mit Steve Aoki)
- 2014: Old School Junkies
- 2016: Wings
- 2017: Fried Chicken (mit Komes)
- 2017: I Need A Painkiller (mit Butter Rush, UK: Silber)
- 2020: Give Me Your Loving (feat. Lorne)

## Statistik

### Chartauswertung
|                     | DE    | AT    | CH    | UK    |
| ------------------- | ----- | ----- | ----- | ----- |
| Nummer-eins-Alben   | DE—DE | AT—AT | CH—CH | UK—UK |
| Top-10-Alben        | DE—DE | AT—AT | CH—CH | UK1UK |
| Alben in den Charts | DE—DE | AT—AT | CH—CH | UK4UK |

|                       | DE    | AT    | CH    | UK     |
| --------------------- | ----- | ----- | ----- | ------ |
| Nummer-eins-Singles   | DE—DE | AT—AT | CH—CH | UK2UK  |
| Top-10-Singles        | DE—DE | AT—AT | CH—CH | UK3UK  |
| Singles in den Charts | DE4DE | AT1AT | CH3CH | UK14UK |

### Auszeichnungen für Musikverkäufe
| Silberne Schallplatte - Frankreich - 1999: für die Single You Don’t Know Me Goldene Schallplatte - Australien - 1999: für die Single You Don’t Know Me - 2004: für die Single My My My | 3× Platin-Schallplatte - Australien - 2024: für die Single Bonkers - Neuseeland - 2024: für die Single Bonkers |

Anmerkung: Auszeichnungen in Ländern aus den Charttabellen bzw. Chartboxen sind in ebendiesen zu finden.
| Land/RegionAuszeichnungen für Musikverkäufe (Land/Region, Auszeichnungen, Verkäufe, Quellen) | Silber     | Gold     | Platin       | Verkäufe  | Quellen          |
| -------------------------------------------------------------------------------------------- | ---------- | -------- | ------------ | --------- | ---------------- |
| Australien (ARIA)                                                                            | —          | 2× Gold2 | 3× Platin3   | 280.000   | aria.com.au      |
| Frankreich (SNEP)                                                                            | Silber1    | —        | —            | 125.000   | snepmusique.com  |
| Neuseeland (RMNZ)                                                                            | —          | —        | 3× Platin3   | 90.000    | radioscope.co.nz |
| Vereinigtes Königreich (BPI)                                                                 | 2× Silber2 | Gold1    | 5× Platin5   | 3.460.000 | bpi.co.uk        |
| Insgesamt                                                                                    | 3× Silber3 | 3× Gold3 | 11× Platin11 |           |                  |